# Лайфлогінг

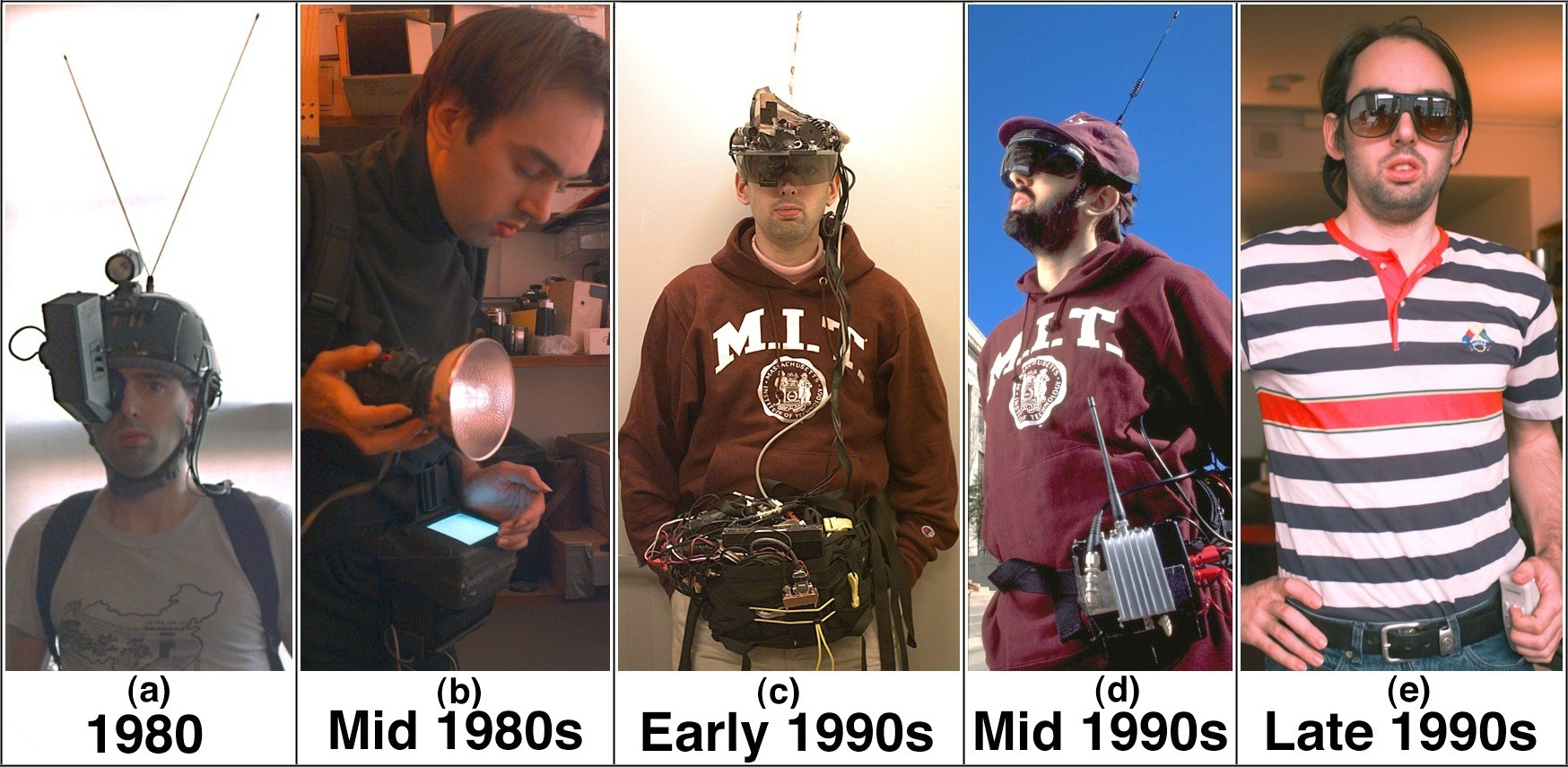
Еволюція пристроїв для лайфлогінгу

Еволюція лайфлог-камери

Лайфлогінг (англ. life-logging, від life і log — "життя" і "боротовий журнал") — автоматичне фіксування повсякденного життя людини на цифровий носій з використанням портативних компактних технічних пристроїв і систем.
Лайфлогер — людина, документує своє повсякденне життя через цифрові пристрої, часто для того, щоб потім викласти ці дані в мережі інтернет у своєму власному блозі, який прийнято називати лайфлогом. Сюди входять багато аспектів: фото-відеозапис від першої особи, архіви електронної пошти та переписок в чатах та соцмережах, аудіозаписи розмов, записи про стан здоров'я, спожита музика, книги та фільми, використання комп'ютера і все інше, що можна перевести в цифровий вигляд. Девіз лайфлогерів — «Digitize everything».

## Історія виникнення
Термін «лайфлогінг» був введений дослідником Microsoft Research Гордоном Беллом. Вперше ідея лайфлогінгу виникла ще в 1940-х роках XX століття. У 1945 році американський вчений Венівар Буш опублікував статтю під назвою «As We May Think», в якій ділився ідеєю про створення мініатюрної фотокамери, закріпленої на лобі. Така камера, на думку Буша, була б корисною при роботі в лабораторії і дозволяла б вченому фотографувати все, що він вважатиме за потрібне. Для маніпуляції величезними масивами зібраної інформації він пропонував використовувати так званий «мемекс» (від memory extender, тобто розширювач пам'яті) — надскладний електромеханічний пристрій, схожий на великий стіл, нафарширований мікрофільмовими. Мікрофільми в мемексі були б об'єднані перехресними посиланнями, проекторами і камерами.
Першим «лайфлоггером», проте, прийнято вважати професора з Торонтського університету Стіва Менна — винахідника переносних комп'ютерів і активного користувача цифрових окулярів EyeTap. На початку 80-тих він розробив портативний комп'ютер, вбудований в рюкзак, до якого підключалася переносна камера, освітлювальні лампи і дисплей, прикріплені до шолома. На дисплеї комп'ютерна текстова інформація змішувалася з відеозображенням з камери. У 1994 році він почав цілодобово транслювати в інтернеті дані про своє повсякденне життя, використовуючи для запису компактну переносну камеру. У 1998 році Менн запустив співтовариство лайфлогерів (також лайфблогерів або лайфглогерів), яке розрослося до 20 000 членів. Незабаром у Менна з'явилося безліч послідовників. Одна з них — американська студентка Дженіфер Рінглі — у 1996 році запустила блог JenniCam, де кожні три хвилини з'являлися зображення, автоматично зняте вебкамерою, встановленою Рінглі в її власній спальні. Сайт проіснував до 2003 року і не раз піддавався критиці за те, що містив відверті знімки.

## Подальший розвиток
У грудні 1999 року в рамках арт-експерименту «We Live In Public» сайт HereAndNow.net запустив цілодобові трансляції про повсякденне життя нью-йоркських художників, які тривали до 2001 року. На відміну від JenniCam, даний лайфлог використовував відео та аудіозапис порівняно кращої якості.
У 2000 році Мітч Меддокс з Техасу (більш відомий як DotComGuy) запустив власний експеримент — з 1 січня 2000 року він протягом року не виходив з дому, його особисте життя фіксувалася за допомогою камер і транслювалася в інтернеті. До середини 2000-х подібні експерименти стали масовим явищем — у 2002 році директор медіа-лабораторії Массачусетського технологічного інституту Джой Іто створив перший «моблог», що містить контент, який розміщується в мережі за допомогою мобільних пристроїв.
У 2004 році експеримент із записом цифрових даних про своє життя під назвою MyLifeBits запустив дослідник Microsoft Research Гордон Белл. Белл почав зберігати на цифровому носії всі дані про своє життя — документи, фото, аудіо, відео. Він також використовував геотрекер, що зберігає дані про його переміщення. У ході 15-річного науково-дослідного проекту він накопичив 150 тисяч фото, 750 тисяч оцифрованих сторінок тексту і 20 тисяч повідомлень електронної пошти. Головна мета лайфлогінгу, на думку його адептів — не дозволити подіям з повсякденного життя вислизнути від тендітної людської пам'яті. В останні роки, зі зростаючою популярністю і доступністю смартфонів і планшетних комп'ютерів, а також з розвитком функціоналу соціальних мереж, простежується явна тенденція цілодобової документації повсякденного житті користувачів. Яскравими приклади є використання водіями відеореєстраторів, популярність додатків Instagram і Foursquare, а також «хроніка» в Facebook.

## Критика
Лайфлогінг має ряд серйозних недоліків і викликає безліч питань у сфері етики. По-перше, він ставить під загрозу саме поняття приватності, так як існує можливість витоку персональних даних користувачів. Виробники лайфлог-пристроїв можуть володіти приватною інформацією користувача і навіть використовувати її в своїх цілях. Наприклад, інформація про те, на яку зовнішню рекламу та вивіски користувач звертає більше уваги, може бути передана корпораціям, які, в свою чергу, зможуть використовувати всі зібрані дані для трансляції реклами, безпрецедентною за рівнем таргетування . Той факт, що користувач може записувати і фотографувати оточуючих його людей без дозволу, також порушує низку серйозних етичних питань. Недоречне використання таких пристроїв, як, наприклад, Google Glass, неодноразово викликало агресію з боку незнайомців . Деякі моделі лайфлог-пристроїв негативно впливають на фізичні здоров'я і психіку людей. Окуляри EyeTap, наприклад, можуть викликати головні болі і проблеми зі сном. Стів Менн зізнається, що після надмірного використання окулярів він відчуває нудоту і «відчуває себе незахищеним і ніби роздягненим».